# Medetera chumakovi
Medetera chumakovi är en tvåvingeart som beskrevs av Grichanov 1997. Medetera chumakovi ingår i släktet Medetera och familjen styltflugor. Inga underarter finns listade i Catalogue of Life.